# Nuada Necht
Nuada Necht, (Il Puro) del Leinster, figlio di Sétna Sithbac, un discendente di Crimthann Coscrach (fl. I secolo a.C.-I secolo), è stato un leggendario Re supremo dell'Irlanda, considerato antenato dei Laigin.
C'è chi avanzato l'ipotesi che vada connesso con le divinità irlandesi (o forse si tratta di due diversi nomi per la stessa figura) Nuada Airgetlám e Nechtan dei Túatha Dé Danann.
Salì al potere dopo aver ucciso il precedente re, Ederscel, e regnò per sei mesi prima di essere ucciso a sua volta dal figlio di Eterscél, Conaire Mor. Il Lebor Gabála Érenn sincronizza il suo regno con quello di Ottaviano Augusto a Roma (27 a.C.-14 d.C.), ponendolo dopo la nascita di Cristo. Il Lebor lo rende contemporaneo dei re provinciali irlandesi Conchobar mac Nessa, Cairbre Nia Fer e Ailill mac Máta. Nel Foras Feasa ar Éireann, Goffredo Keating data invece il suo regno agli anni 64-63 a.C., mentre gli Annali dei Quattro Maestri agli anni 111-110 a.C., combinando il suo regno con quello di Ér, Orba, Ferón e Fergna, precedenti di secoli, così da completare un intero anno. Nel Ciclo feniano egli compare come bis-nonno materno di Fionn mac Cumhaill: suo figlio era il druido Tadg mac Nuadat, la cui figlia, Muirne, fu la madre di Fionn.

## Fonti
- Seathrún Céitinn, Foras Feasa ar Éirinn 1.37
- Annali dei Quattro Maestri M5089-5088